# 실베스터 관성법칙
실베스터의 관성 법칙(Sylvester's law of inertia)은 기본 변화에 따라 변하지 않는 실제 2 차 형식의 계수 행렬의 특정 속성에 대한 행렬 대수학의 정리이다. 즉, A가 이차 형식을 정의하는 대칭 행렬이고 S가 D = SAST가 대각행렬이되는 임의의 가역행렬이면 같은 A에 대해서 D의 대각선 성분 중에서 양수 성분, 0, 음수 성분의 수는 각각 항상 동일하다는 것이다.
이 속성은 1852년에 그 증명을 발표 한 실베스터(J. J. Sylvester)의 이름을 따서 명명되었다.

## 고유값의 관점
대칭 행렬 A의 양의 값과 음의 값은 A의 양의 고윳값과 음의 고유 값의 수이기도 하다. 대칭의 실제 행렬 A는 QEQT 형태의 고유 분해를 가지며, E는 A의 고유 값을 포함하는 대각 행렬이고 Q는 고유 벡터를 포함하는 직교 정사각형 행렬이다.
행렬 E는 E = WDWT로 표현할 수 있다. 여기서 D는 항목 0, +1 또는 -1 이 있는 대각선이고 W는 Wii = √ | Eii |와 대각선이다.
행렬 S = QW는 D를 A로 변환한다.

## 같이 보기
- 이차 형식
- 스카이라인 행렬